# Puch

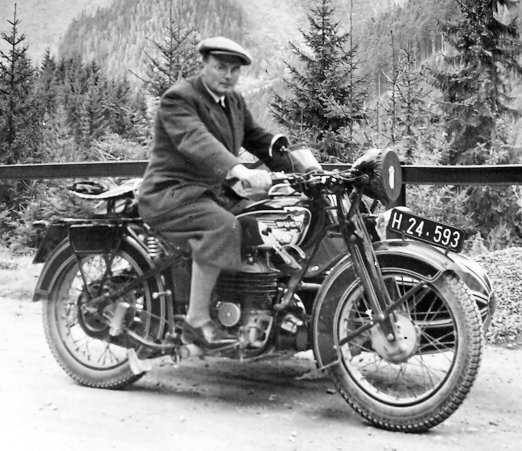
Motocicleta Puch 500 VL con sidecar Felber, construido en 1937.

Puch fue una compañía fabricante de bicicletas, ciclomotores, motocicletas y automóviles con sede en Graz (Austria). Fue fundada en 1889 por el industrial Johann Puch (1862-1914).
En 1891, Johann Puch fundó en Graz (Austria) una fábrica de bicicletas que, en pocos años, se convirtió en una empresa próspera. En 1897 la cedió a la Dürkopp, de Bielefeld, para fundar, 2 años más tarde, la Johann Puch Fahrradwerke para la fabricación de motores y motocicletas, además de bicicletas.
Los primeros vehículos a motor de la Puch fueron de 3 ruedas, accionados por un motor refrigerado por aire y colocado en la parte trasera, siguiendo el ejemplo de los triciclos De Dion Bouton. La producción de motocicletas comenzó en 1903.
Finalmente, en 1906 la Puch inició la construcción de automóviles, presentando un vehículo con motor bicilíndrico en V refrigerado por agua, de 9 CV. Al terminar ese mismo año, Johann Puch contrató al ingeniero Karl Slevogt, encomendándole la misión de mejorar aquel primer coche, que al año siguiente fue equipado con un nuevo motor de 2 cilindros paralelos de 12 CV. En 1907 apareció un modelo de 4 cilindros y 24 CV.
En 1908, la fábrica de Graz fue ampliada y modernizada. Entre 1909 y 1912 se produjeron 6 modelos distintos de 4 cilindros, desde el tipo I de 1,6 1 (6/14 PS) hasta el tipo VI, un lujoso automóvil de 5.800 ce y 50 CV. En aquellos años, la Puch también puso a punto varios automóviles destinados a las competiciones, los cuales consiguieron victorias de su clase en Austria y Alemania.
Antes del estallido de la guerra, la marca austríaca construyó además 2 automóviles con motores de tipo Knight de 4 cilindros y de 40 y 60 CV.
En 1914, la Puch lanzó un nuevo modelo de 4 cilindros y 3,6 1, el tipo VIII, que se distinguió particularmente en las carreras en cuesta y se fabricó hasta 1923, con un total de 1.850 ejemplares. En 1920 apareció otro modelo de 4 cilindros, de 1.600 ce y 22 CV, del que se había previsto una versión deportiva de 45 CV.
A finales del año 1923, la Puch suspendió la fabricación de automóviles, concentrándose en la de motocicletas. Asimismo, se estipuló un acuerdo con la Austro-Daimler y la Austro-Fíat que condujo, en 1928, a la fusión de Puch con la Austro-Daimler, del que surgió la Austro-Daimler-Puch AG. En 1934, a dicha sociedad se unió la Steyr, originándose así el grupo Steyr-Daimler-Puch AG.
La producción de automóviles, suspendida después de la Segunda Guerra Mundial, incluso por las demás empresas del grupo, se reemprendió en 1959 únicamente en la fábrica Puch de Graz, que se ocupó del montaje del Fiat 500, equipado con un motor bicilíndrico bóxer refrigerado por aire y desarrollado por la propia Puch, con cilindradas de 500 y 650 ce. Además, en 1959 se inició la fabricación del Haflinger, modelo ligero para todo terreno, y, en 1972, la del pesado Pinzgauer.

## Pre-guerra
Johann Puch comenzó a manufacturar bicicletas en 1889 en un pequeño taller llamado Fahrradfabrikation Strauchergasse 18 a en Graz. Diez años después fundó su compañía, Erste Steiermärkische Fahrradfabrik AG. La compañía de Puch consiguió el éxito gracias a la innovación y a su calidad artesanal y se expandió rápidamente con el tiempo. Pronto comenzó a producir también ciclomotores y motocicletas.
La principal planta de producción, después llamada Einser-Werk, se construyó en el sur de Graz, en el distrito de Puntigam. La producción de motores y motos comenzó en 1901. En 1903 fabricó su primera moto de 244 cc. La fabricación de automóviles siguió en 1904.
Siendo ya un reconocido fabricante de bicicletas y motocicletas fue cuando encargó un prototipo de coche al célebre ingeniero alemán Slevogt. Se hicieron pruebas con coches franceses antes de producir en 1906 el primer Puch, el Puch Voiturette, de dos cilindros y siete caballos de vapor. La fábrica de Graz de Puch produjo más tarde un cuatro cilindros de 25 caballos, al que se añadió un bicilíndrico de nueve caballos para completar la gama.
En 1909 un coche Puch batió el récord mundial de máxima velocidad con 130,4 km/h. Este mismo año Slevogt creó un cuatro cilindros de 1.580 cc con válvulas laterales, otro cuatro cilindros de 4.400 cc también con válvulas laterales y el Alpenwagen deportivo, con 40 caballos y 3.560 cc con válvulas laterales igualmente.
En 1910, Puch llegó a producir coches sedán para miembros de la familia imperial austríaca.
En 1912, se creó el Puch Typ VIII Alpenwagen, con 38 caballos de vapor. Ese mismo año Johann Puch se jubiló y fue nombrado presidente honorario de la compañía. Por aquel entonces la compañía tenía unos 1.100 trabajadores y producía unas 16.000 bicicletas y más de 300 motocicletas y automóviles al año. Durante la Primera Guerra Mundial, Puch se convirtió en un importante proveedor de vehículos al ejército austrohúngaro. Sin embargo, con la caída del imperio tras la guerra, el mercado de automóviles menguó y la producción cesó.
El último automóvil Puch fue un 4 cilindros de 1.588 cc con una caja de cambios de cuatro velocidades. Este coche sirvió de base para los coches de carreras de 1921 y 1922 que consiguieron diversos éxitos pilotados por Kirchner, Weis y Zsolnay.
En 1923 la compañía patentó el motor de doble pistón. Ese mismo año, el ingeniero italiano Giovanni Marcellina construyó el primer motor de dos tiempos con doble pistón en U, que equipó la primera de las célebres motocicletas Puch con este tipo de motor. Este hecho provocó el cese de Puch como fabricante de automóviles.

## Motortwingle
Puch produjo el motor twingle, un motor de dos tiempos de pequeña capacidad. Usaba dos pistones, uno que controlaba las lumbreras de entradas y otro, las salidas de escape. Corrían en dos cilindros paralelos pero compartían una sola cámara de combustión, encendido y culata.
En 1928, la compañía se fusionó con Austro-Daimler (que construía coches Daimler bajo licencia) y se convirtió en parte del nuevo grupo de empresas Austro-Daimler-Puchwerke, la cual, a su vez, se fusionó en 1934 con Steyr AG (firma austriaca de automóviles que producía sus propios modelos desde 1920) para formar Steyr-Daimler-Puch. A partir de esa fecha se fabricaron automóviles con la marca Steyr-Puch y Puch, como marca, siguió comercializando motocicletas y ciclomotores.
En 1937 apareció la primera bicicleta motorizada y en 1940 una 125 cc monocilíndrica. Estos dos modelos constituyeron su base de producción después de la guerra.

## Segunda Guerra Mundial
Como todas las empresas de este tipo, las plantas de producción de Puch tuvieron que cambiar a la producción de armas durante la Segunda Guerra Mundial. La capacidad existente era insuficiente para este propósito, así que una segunda planta fue construida y abierta en 1941 en Thondorf (Graz). En las tres plantas de ensamblado originales se producían vehículos de lujo para el mercado estadounidense.
Puch fue una de las compañías que durante la Segunda Guerra Mundial utilizó mano de obra esclava procedente del sistema de campos de concentración de Mauthausen-Gusen. La lista de compañías que usaban mano de obra de estos campos era larga e incluía tanto compañías nacionales como pequeñas firmas locales.
En 1943 se construyó una planta subterránea para el grupo Steyr-Daimler-Puch.

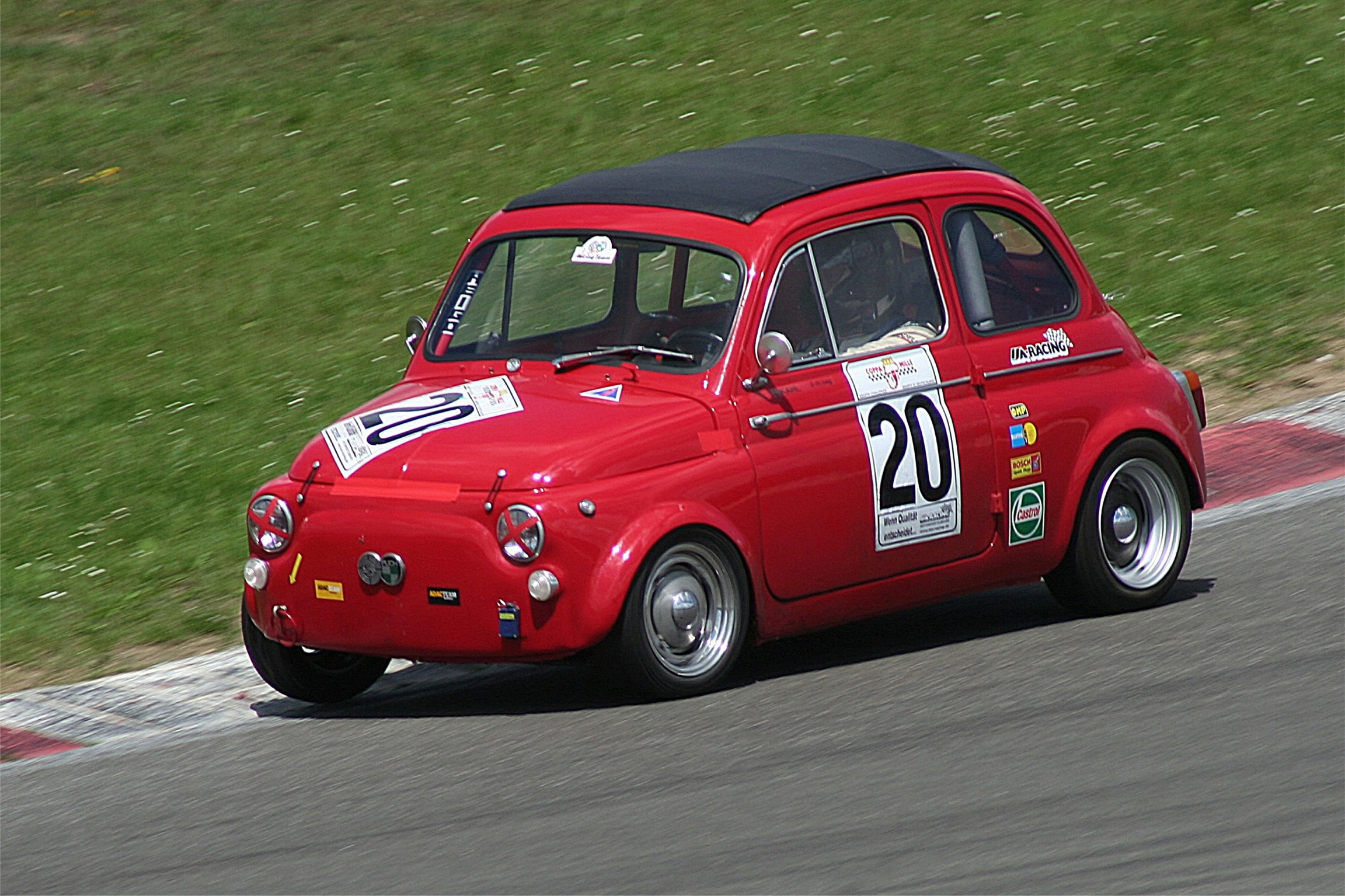
Puch 650 TR basado en el Fiat 500.

## Años de posguerra
En 1946 reemprende la producción de las monocilíndricas de 125 cc y de los modelos de dos tiempos.
En 1949, se firmó un acuerdo de cooperación con Fiat en Turín. Entre los años 50 y mediados de los 70 se produjo un gran incremento en la producción de motocicletas, bicicletas y ciclomotores. Aunque Puch era parte de Steyr-Daimler-Puch, seguía produciendo productos con su nombre, así como otros para Steyr-Puch y para otras compañías.
En 1952 aparecen los primeros Scooters. Al año siguiente, Puch presenta sus motocicletas 125 y 175 SV.
En 1954 se lanza el ciclomotor MS 50, que tuvo mucho éxito. En 1957 sale al mercado el legendario Puch 500. Al año siguiente comienza la producción del Haflinger de Steyr-Puch. Se producen 16.657 vehículos en total y se exportan a 110 países.
En 1966 Sobiesław Zasada gana el Campeonato Europeo de Rally con un 650 TR II. En 1969 se lanza el producto más exitoso de Puch, el ciclomotor Puch Maxi, del cual se fabrican 1,8 millones de unidades.
En 1969 Steyr-Daimler-Puch A.G. entra en el accionariado de la empresa española Avello, S.A. y comienzan una joint-venture que duraría hasta bien entrados los 80 y en la que producirían motocicletas con licencia Puch para el mercado español en sus instalaciones asturianas e incluso llegarían a desarrollar modelos específicos para dicho mercado.
En 1970 sale al mercado el todoterreno Pinzgauer de Steyr Puch. La producción continuaría hasta 1999, con más de 24.000 unidades construidas.
En 1973 comienza la producción del Fiat 126, con motor Puch. Dos años más tarde Harry Everts gana el Campeonato del mundo de motocross de 250 cc para Puch. 1978 fue un año de récords para la compañía, con la producción de más de 270.000 ciclomotores y motocicletas y 350.000 bicicletas.
En 1979 un acuerdo con Mercedes-Benz permite que Puch fabrique el motor para el Mercedes-Benz Clase G en Graz. Del mismo modo, en 1983 un acuerdo con Volkswagen hace que el motor del Volkswagen Tipo 2 (T3) se fabrique en Graz.
Puch también firmó un acuerdo con Hero Motors que les llevó a fabricar la Hero Puch, que permaneció hasta el final de 2003 en el mercado indio. Este vehículo tenía una tecnología muy avanzada para su tiempo, con tanques de plástico bajo el asiento y un agradable diseño.

## ScootersPuch
A finales de los 50 las scooters Puch de 125 cc, con motor sencillo de dos tiempos y tres marchas accionadas con el manillar izquierdo, tuvieron un gran éxito de ventas. Estas máquinas se ganaron una buena reputación por su fiabilidad y eran muy usadas para ir al trabajo diariamente, ya que daban buena protección contra las inclemencias del tiempo y eran fáciles de usar gracias a su arranque eléctrico. Debido a estas ventajas, su moderada potencia, con una velocidad máxima de unos 67 kilómetros por hora, no era un gran problema. Siguientes modelos tenían un motor de 150 cc y eran accionadas con el pie, lo que les daba una mejor potencia de seis caballos de vapor en lugar de cinco, si bien mantenían las tres marchas.
Puch produjo los ciclomotores Maxi, Newport y MK, que fueron populares desde finales de los 70 hasta inicios de los 80.
En Austria y los Países Bajos, los ciclomotores Puch tuvieron un gran papel en la cultura popular de los 60.

## Puch Maxi

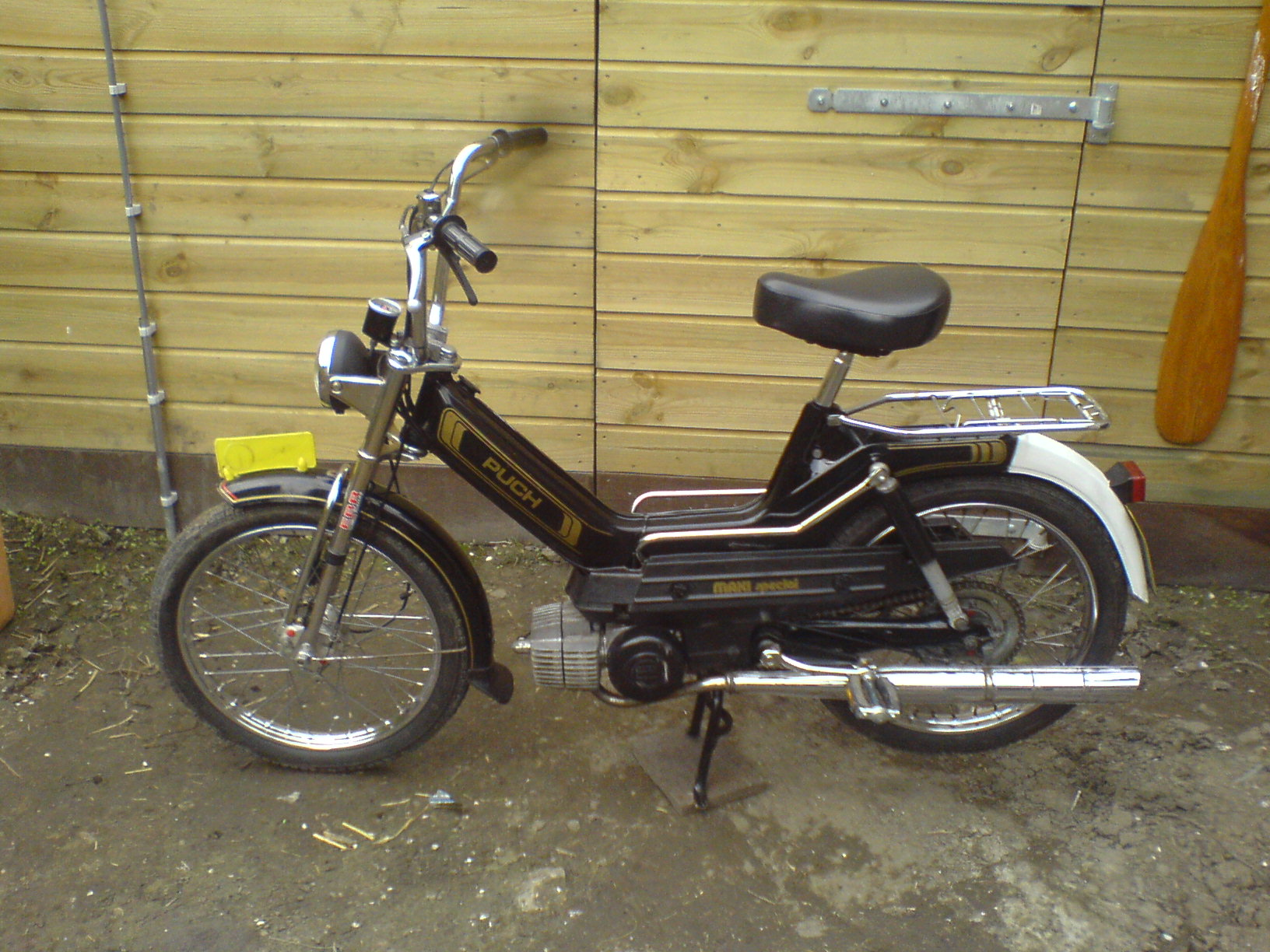
Puch Maxi Special

El ciclomotor Puch Maxi fue uno de los productos más conocidos de Puch, junto con los modelos Magnum y Newport. El Puch Maxi era un ciclomotor equipado con un motor de un solo cilindro, 49 cc de dos tiempos que desarrollaba alrededor de dos caballos y podía propulsar el vehículo a velocidades de hasta 48 km/h.
Con modificaciones, como un tubo de escape diseñado y fabricado exclusivamente, carburador de carreras, etc. podía llegar a los 135 km/h.
Se arrancaba con los pedales, que podían ser acoplados y desacoplados desde el motor, de modo que podía ser usado como una bicicleta normal. Modelos posteriores no tenían pedales. Se trataba de una máquina barata y muy popular entre gente que quería un vehículo pequeño y fácil de manejar en ciudad.

## Puch Minicross TT

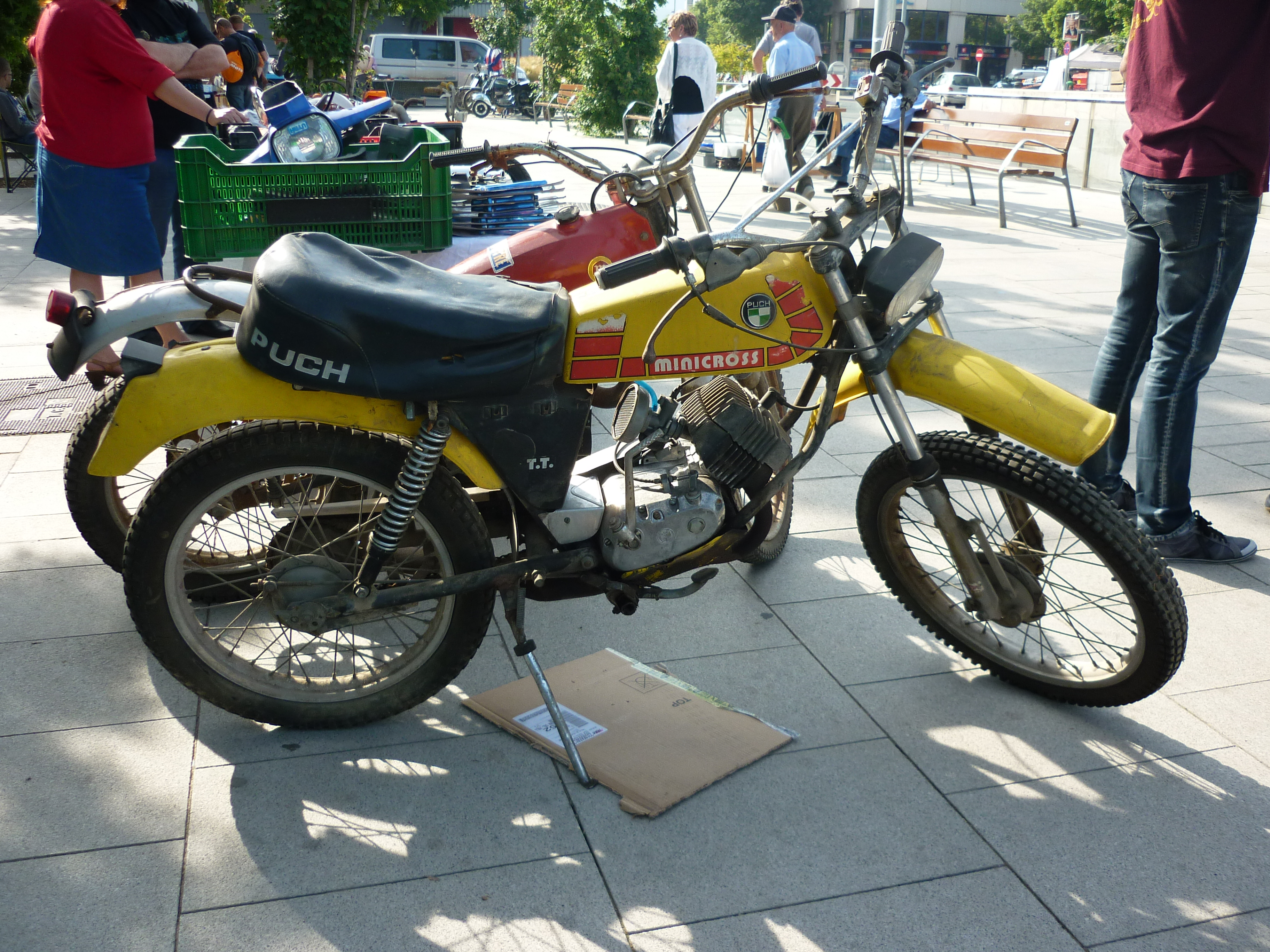
Minicross TT

El Minicross TT(TodoTerreno) es un ciclomotor con aptitudes para todo terreno y estética enduro que fue una evolución de versiones anteriores del Minicross, se comercializó en los años 80 y tuvo un cierto éxito entre público joven y adolescente.
Fue la penúltima versión que se produjo de toda la saga "MiniCross" que se venía fabricando desde 1972, siendo en el año 1982 cuando se lanza un nuevo "Minicross", el "MiniCross Super III", último de esta saga, y que viene a completar la gama de los 50 cc. Este último "MiniCross" pierde gran parte de su capacidad campera, en favor de un menor precio y utilidad rural. Se vendieron pocos ejemplares de este modelo.
El "MiniCross TT" disponía de un motor monocilíndrico de dos tiempos de 48,76 cc que desarrollaba una potencia de 2 CV a 5.500 rpm y refrigeración por aire mediante aletas en el bloque motor y la culata. Caja de cambios de cuatro velocidades. Frenos de tambor delante y detrás
Posteriormente se fabricó la Puch Condor, más alta y con una apariencia mejorada y más moderna.
Además de la Minicross, Puch fabricó la Puch Cobra, de 75 cc y más tarde la Puch  Cobra M-82, también de 75 cc, teniendo esta última una estética mejorada y prestaciones y comportamiento muy buenos.

## Legado
A finales de los 80, la compañía se estaba arruinando debido a la competencia. En 1987, se produjo una radical reestructuración de la compañía que llevó a que se dejara de construir vehículos de dos ruedas en Graz. El buen hacer técnico de la compañía siempre fue mayor que su éxito comercial y de marketing. La línea de negocio de motocicletas y bicicletas Puch fue vendida a la italiana Piaggio, fabricante de la Vespa, en 1987, que aún fabrica motos con el nombre "Puch". Por otro lado, la rama española Steyr-Puch A.G. - Avello, S.A. terminaría siendo absorbida por la nipona Suzuki en 1988.
La firma matriz Steyr-Puch sigue existiendo en la actualidad como ensambladora de vehículos de cuatro ruedas, vehículos todo terreno y militares, así como realizando adaptaciones y configuraciones especiales de este tipo de vehículos.
La llamada Einserwerk, la primera planta de producción, cerró a principios de la década del año 2000. La nave de ensamblaje industrial fue declarada monumento industrial protegido. Cuando Graz se convirtió en Capital Europea de la Cultura en 2003, se abrió un museo sobre Puch en una de las antiguas naves de ensamblaje  Archivado el 27 de enero de 2006 en Wayback Machine..

## Galería

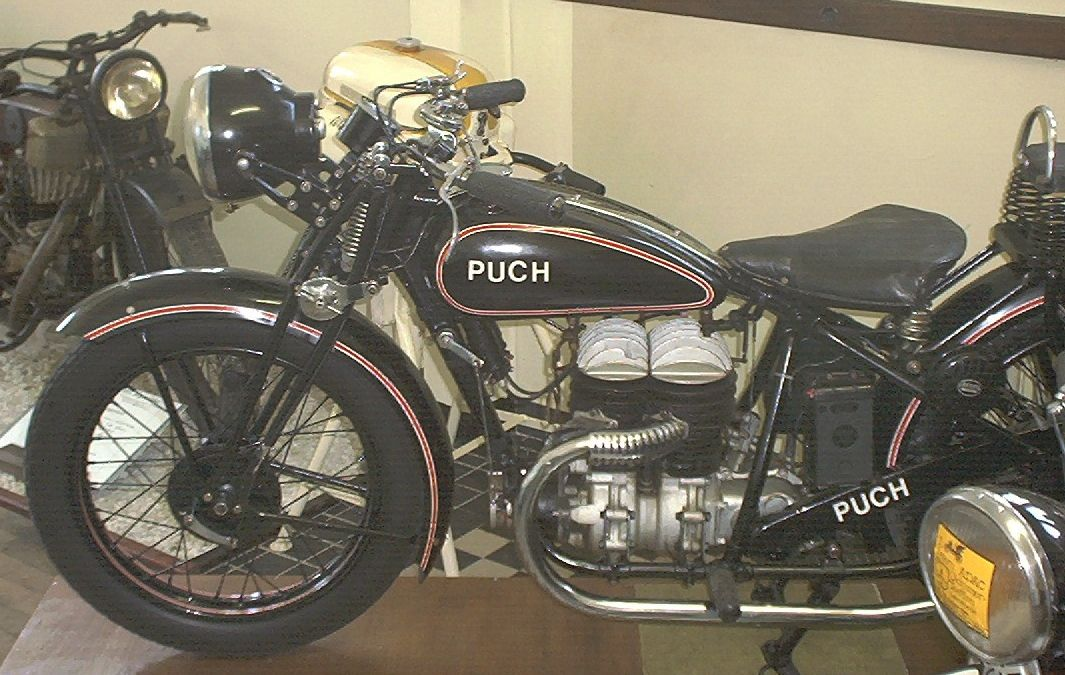
Puch N 500
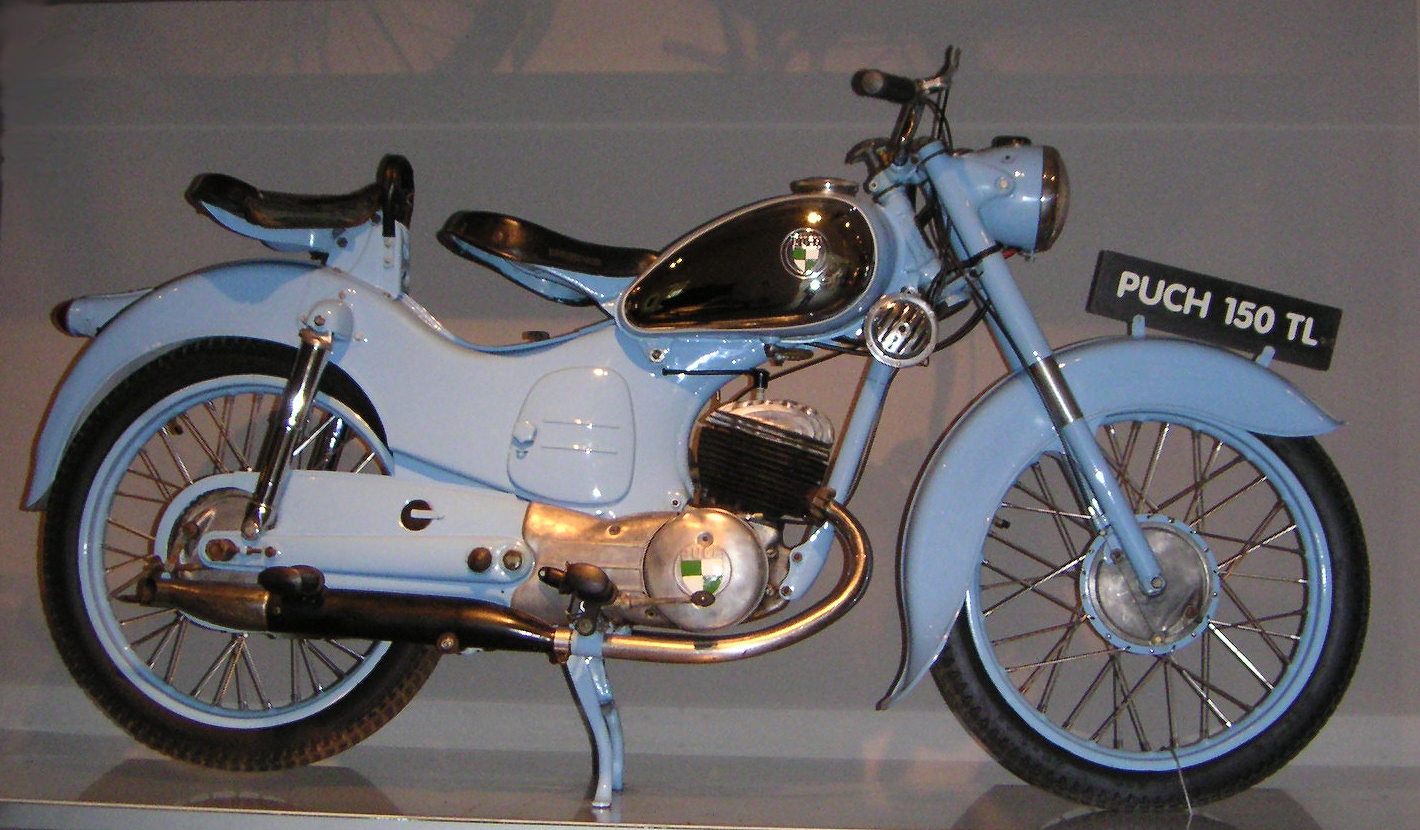
Puch 150 TL (ca.1953)
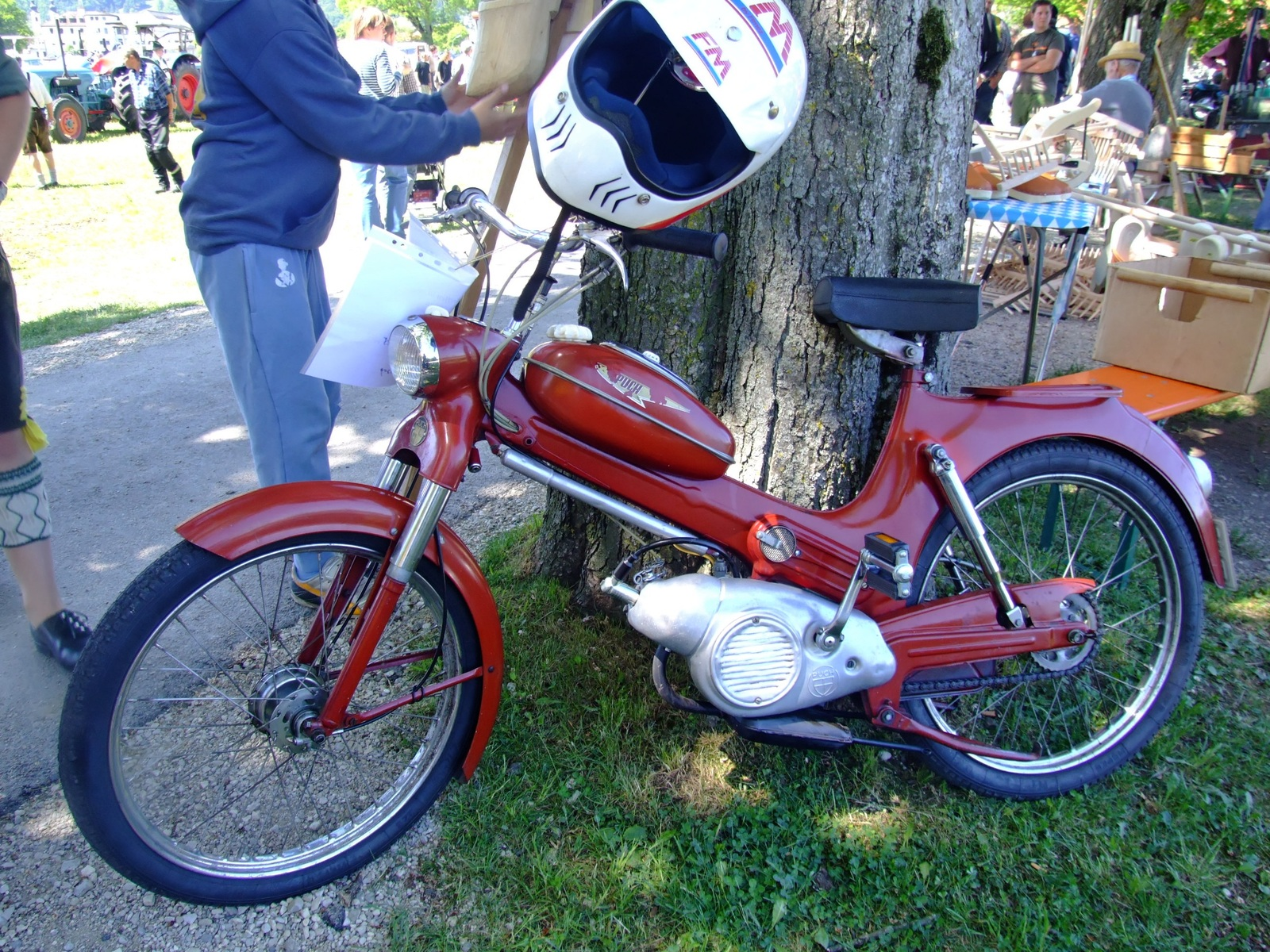
Puch (1959)
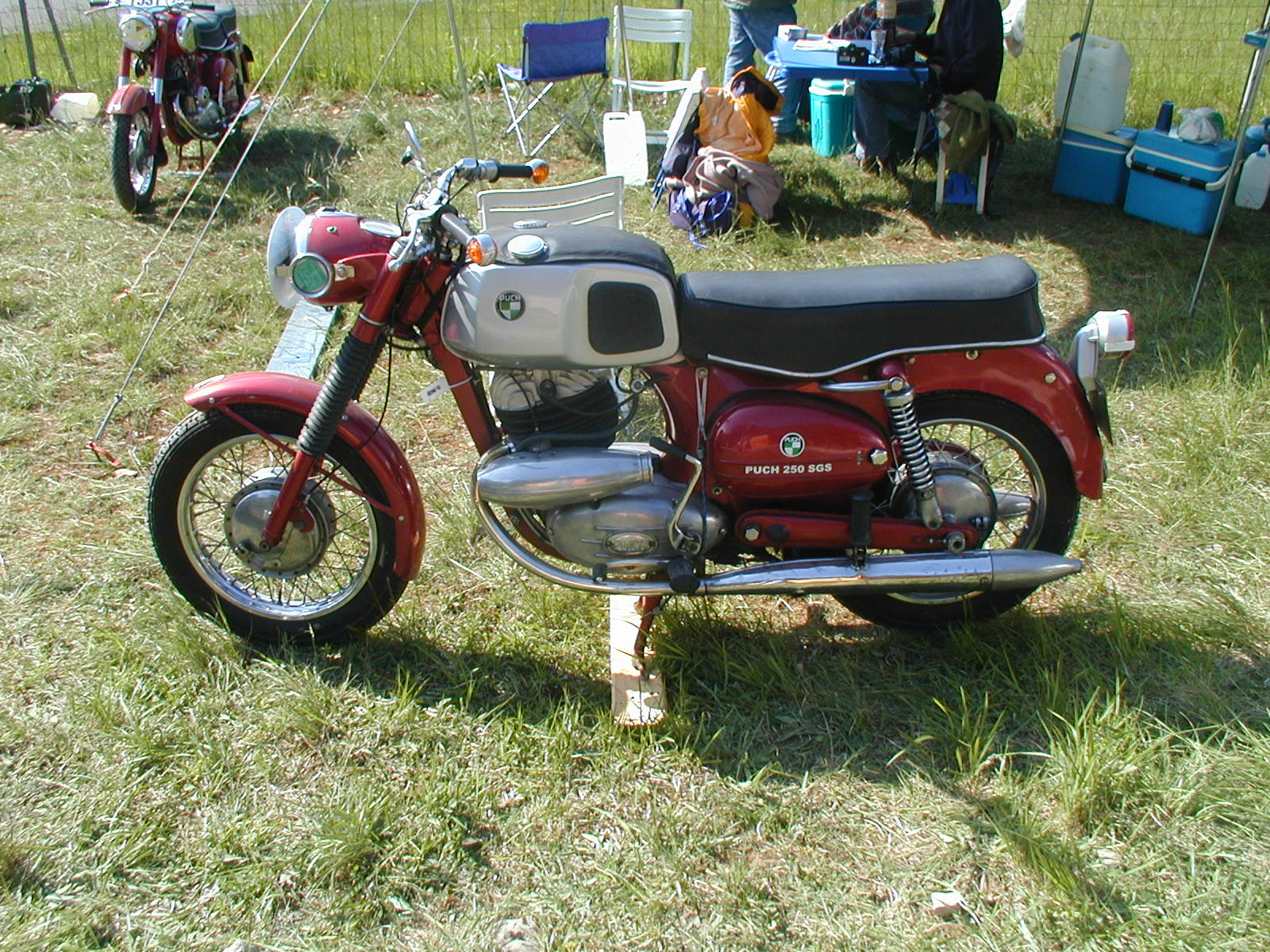
Puch 250 SGS (1968)